# Grève générale de l'hiver 1960-1961
La grève générale de l'hiver 1960-1961, déclenchée contre le programme d'austérité du gouvernement belge de Gaston Eyskens, dura six semaines et paralysa principalement la Wallonie, la reprise du travail étant massive en Flandre après quelques jours. Conflit social classique entre des syndicats et un pouvoir politique disant vouloir redresser les finances publiques par des mesures d'austérité, notamment par des restrictions sur le plan social, « la grève du siècle » a profondément marqué à la fois le mouvement wallon et la perception de la Wallonie par elle-même et par le reste de la Belgique en raison du contraste entre la poursuite de la grève au sud du pays et son essoufflement relativement rapide au nord. La grève constitue une sorte de prise de conscience wallonne à cause de cette disparité et en raison aussi des conclusions qu'en tirèrent les dirigeants syndicaux wallons.

## Contexte historique
La grève prend place dans la période qui suit la défaite électorale du gouvernement d'Achille van Acker, « gouvernement laïque » groupant socialistes (PSB) et libéraux. Depuis le 3 septembre 1960, Gaston Eyskens dirige un gouvernement de coalition de centre-droit groupant sociaux-chrétiens (PSC) et libéraux (PLP). «Libérés de l'opportunisme gouvernemental, les socialistes sortirent de leur léthargie politique. La fièvre wallonne reprit aussitôt. » Un congrès wallon se tint à Liège en 1959. Les socialistes wallons se réunirent à Namur en juin 1959. En décembre 1959, au congrès du PSB, le syndicaliste André Genot (qui succèdera à André Renard à la tête du MPW) fut ovationné et son discours « fut follement acclamé par ceux-là mêmes qui avaient conspué Van Acker et qui entonnèrent une Internationale spontanée et virulente dirigée contre un Bureau maussade et embarrassé ». Le PSB est obligé d'adopter le programme de « réformes de structures » élaboré par le syndicat FGTB en 1954. 
Après la décolonisation du Congo, en raison de la dette publique élevée, le gouvernement Eyskens s'engagea dans un vaste programme d'austérité baptisé Loi unique. Au Comité national élargi de la FGTB, André Renard voulut faire adopter le principe de la grève générale contre ce programme le 6 décembre 1960. Mais sa motion fut repoussée par toutes les régions flamandes, celle de Bruxelles s'abstenant. Les Wallons étaient mis en minorité, mais la grève aura quand même lieu.
On s'accorde à dire qu'André Renard en fut l'âme. Elle a impressionné par son caractère de grève générale, par certains aspects spontanés de ses épisodes au point d'attirer l'attention de Cornelius Castoriadis et de Socialisme ou barbarie et de donner vie à une doctrine à la fois syndicale et socialiste qu'on appelle le renardisme.

## Les événements

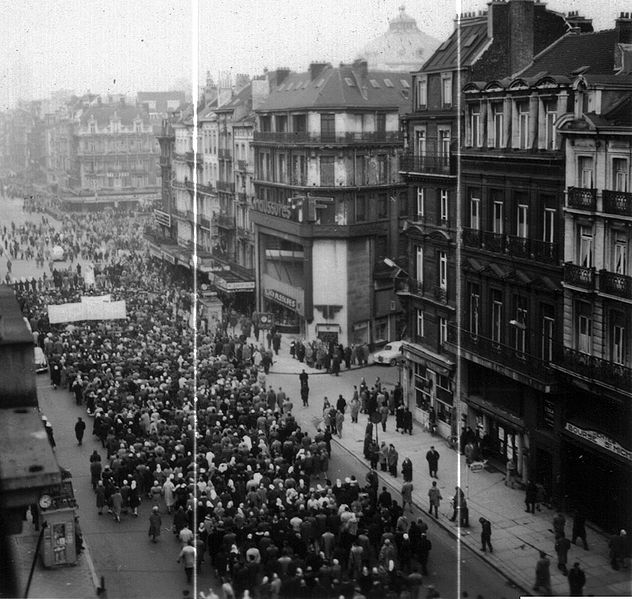
Manifestation à Bruxelles en décembre 1960.

La gendarmerie intervint et le gouvernement fit même appel à l'armée (plusieurs journaux socialistes invitant les soldats à la désobéissance furent saisis). Il y eut quatre morts lors d'affrontements pendant les manifestations. La gare des Guillemins à Liège fut saccagée. Le cardinal Van Roey condamna la grève à laquelle, au contraire, le clergé de Seraing rendit hommage. Assez rapidement, le mouvement de grève s'essouffla dans le Nord du pays où, cependant, André Renard avait été splendidement accueilli, notamment à Anvers. Elle fut de fait dirigée par une coordination des fédérations wallonnes de la FGTB à Namur. À Ivoz-Ramet, André Renard donna une orientation autonomiste wallonne à la grève, estimant que seul le fédéralisme permettrait à la Wallonie de se redresser sur le plan économique. Quelques jours plus tard, les socialistes wallons se réunirent à Saint-Servais pour appuyer cette demande d'autonomie dans une adresse au roi.
Le 3 janvier, les députés socialistes wallons déclarèrent que sans modification de la politique nationale « le peuple wallon n'aurait d'autre issue que la révision des institutions politiques du pays afin de choisir lui-même les voies de son expansion économique et sociale ». Le 13, se tint une Assemblée des élus socialistes de Wallonie à Saint-Servais qui affirma pour la Wallonie « le droit de disposer d'elle-même » et qu'ils mettaient leurs mandats à la disposition du Parti. Les termes choisis indiquent la gravité de la démarche qui est d'ailleurs sans précédent puisque, jamais jusqu'ici, les députés socialistes wallons ne s'étaient réunis sans leurs homologues flamands pour faire une déclaration publique.
Ce mouvement social violent quoique se concluant par un échec au moins politique (l'austérité sera votée au Parlement), allait trouver une nouvelle énergie dans la revendication du fédéralisme par la majorité du mouvement ouvrier wallon, celui-ci y voyant la façon de redresser l'économie régionale. Le gouvernement démissionna après l'épuisement de la grève, mais le parti socialiste sortit renforcé de l'épreuve de force.

## Conséquences
Cette grève va déboucher sur la revendication de l'autonomie wallonne et de réformes de structures en vue de mieux contrôler le développement wallon et par là même faire face aux difficultés économiques de la Wallonie. La création du Mouvement populaire wallon (MPW), dès janvier 1961, organisateur du Pétitionnement wallon, est l'une des conséquences de la grève de même que ce phénomène à la fois idéologique et sociologique nommé renardisme (du nom d'André Renard principal leader syndical wallon), combinant revendication sociale et autonomisme wallon. Bien que le MPW refusa jusqu'au bout de former un parti politique, le succès qu'il obtint en organisant le pétitionnement de 1963 (650 000 signatures pour le fédéralisme), la rupture entre de nombreux syndicalistes socialistes et le Parti socialiste (au pouvoir et opposé à toute réforme de l'État dans un sens fédéral), l'exacerbation de certaines questions communautaires comme les Fourons ou l'expulsion des étudiants wallons de Louvain, la montée électorale de la Volksunie en Flandre, l'aggravation des difficultés économiques de la Wallonie auraient finalement des conséquences sur le plan électoral et politique. 
Dès 1968 le Rassemblement wallon avec le FDF et la Volksunie allait renforcer considérablement les partisans du fédéralisme au Parlement belge. La réforme de l'État, pourtant timide, votée au Parlement durant la législature 1968-1971, a enclenché une série de réformes de l'État belge (en 1980, 1988, 1993, 1999), qui ne sont pas achevées et qui ont progressivement transféré une moitié des anciennes compétences nationales aux mains des entités fédérées. Bien que le lien entre la gauche et le Mouvement wallon, très net dans les années 1960, se soit affaibli aujourd'hui, la FGTB wallonne demeure une force syndicale qui compte et demeure également fidèle aux idéaux renardistes, tout en ayant subi comme les autres mouvements ouvriers les mutations sociologiques qui sont aussi celles de la classe ouvrière et du monde du travail en général.

## Cinéma
- Vechten voor onze rechten (Combattre pour nos droits), 1962, de Frans Buyens, 60 minutes, montage de found footage sur cette grève générale
- Lorsque le bateau de Monsieur Léon descendit la Meuse pour la première fois, 1979, documentaire de Jean-Pierre et Luc Dardenne, 40 minutes, témoignages notamment de Léon Masy et images d'archives, Belgique, Production Collectif Dérives[5]
- Hiver 60, 1982, de Thierry Michel, 90 minutes, fiction documentée illustrant remarquablement cette grève.
- 60-61 La grève, 1991 (réédité en 2001), de Jean-Christophe Yu, 42 minutes, documentaire avec interviews notamment de Robert Dussart, Jacques Yerna, Marcel Baiwir, Pierre Harmel, etc.
- Détruire rajeunit, 2021, de Benjamin Hennot, 82 minutes, documentaire sur base d'images d'archives où les témoignages des acteurs et actrices de la mobilisation de l’époque sont rejoués par de jeunes comédiens et comédiennes. Production YC Aligator Film.

## Pièces de théâtre
- Le train du bon Dieu de Jean Louvet